# Crissey (Jura)
Crissey és un municipi francès situat al departament del Jura i a la regió de Borgonya - Franc Comtat. L'any 2007 tenia 648 habitants.

## Demografia

### Població
El 2007 la població de fet de Crissey era de 648 persones. Hi havia 262 famílies de les quals 52 eren unipersonals (28 homes vivint sols i 24 dones vivint soles), 103 parelles sense fills, 91 parelles amb fills i 16 famílies monoparentals amb fills.
La població ha evolucionat segons el següent gràfic:
Habitants censats

### Habitatges
El 2007 hi havia 286 habitatges, 262 eren l'habitatge principal de la família, 9 eren segones residències i 14 estaven desocupats. 264 eren cases i 21 eren apartaments. Dels 262 habitatges principals, 223 estaven ocupats pels seus propietaris, 37 estaven llogats i ocupats pels llogaters i 3 estaven cedits a títol gratuït; 2 tenien una cambra, 6 en tenien dues, 28 en tenien tres, 50 en tenien quatre i 176 en tenien cinc o més. 231 habitatges disposaven pel capbaix d'una plaça de pàrquing. A 97 habitatges hi havia un automòbil i a 152 n'hi havia dos o més.

### Piràmide de població
La piràmide de població per edats i sexe el 2009 era:
| Homes | Edats   | Dones |
| ----- | ------- | ----- |
| 0     | 95 o +  | 0     |
| 0     | 90 a 94 | 0     |
| 0     | 85 a 89 | 0     |
| 0     | 80 a 84 | 8     |
| 4     | 75 a 79 | 12    |
| 4     | 70 a 74 | 4     |
| 16    | 65 a 69 | 20    |
| 36    | 60 a 64 | 20    |
| 20    | 55 a 59 | 12    |
| 12    | 50 a 54 | 20    |
| 28    | 45 a 49 | 24    |
| 32    | 40 a 44 | 32    |
| 40    | 35 a 39 | 32    |
| 4     | 30 a 34 | 12    |
| 8     | 25 a 29 | 4     |
| 8     | 20 a 24 | 20    |
| 24    | 15 a 19 | 20    |
| 36    | 10 a 14 | 40    |
| 24    | 5 a 9   | 20    |
| 0     | 0 a 4   | 8     |

## Economia
El 2007 la població en edat de treballar era de 422 persones, 279 eren actives i 143 eren inactives. De les 279 persones actives 271 estaven ocupades (139 homes i 132 dones) i 9 estaven aturades (5 homes i 4 dones). De les 143 persones inactives 68 estaven jubilades, 46 estaven estudiant i 29 estaven classificades com a «altres inactius».

### Ingressos
El 2009 a Crissey hi havia 264 unitats fiscals que integraven 682 persones, la mediana anual d'ingressos fiscals per persona era de 19.930 €.

### Activitats econòmiques
Dels 16 establiments que hi havia el 2007, 1 era d'una empresa extractiva, 1 d'una empresa de fabricació d'elements pel transport, 5 d'empreses de construcció, 1 d'una empresa de comerç i reparació d'automòbils, 2 d'empreses de transport, 2 d'empreses de serveis, 2 d'entitats de l'administració pública i 2 d'empreses classificades com a «altres activitats de serveis».
Dels 6 establiments de servei als particulars que hi havia el 2009, 1 era un paleta, 1 fusteria, 2 lampisteries, 1 electricista i 1 perruqueria.
L'any 2000 a Crissey hi havia 7 explotacions agrícoles que ocupaven un total de 204 hectàrees.

## Equipaments sanitaris i escolars
El 2009 hi havia una escola elemental.

## Poblacions més properes
El següent diagrama mostra les poblacions més properes.